# C'h
C'h (in minuscolo c'h) è un trigramma dell'alfabeto latino, formato da lettera C, apostrofo e lettera  H. 

## Linguistica
Il trigramma «c'h» è usato nella lingua bretone, dove costituisce una lettera a sé. È però pronunciato in modo diverso a seconda della parola dove si trova; può rappresentare
- la fricativa velare sorda [x].
- la fricativa velare sonora [ɣ].
- la fricativa glottidale sorda [h]

Il digramma bretone CH corrisponde invece alla fricativa postalveolare sorda [ʃ], come in francese. 
Nell'alfabeto bretone, la lettera-trigramma c'h, insieme al digramma ch, si collocano tra la lettera B e la lettera D, nell'ordine B, CH, C'H, D (la lingua bretone non comprende la lettera C da sola).

## Rappresentazione informatica
Non esiste un simbolo Unicode per c'h. Il trigramma viene rappresentato sempre con i tre segni C, apostrofo e H.